# Язык описания интерфейсов
IDL, или язык описания интерфейсов (англ. Interface Description Language или Interface Definition Language) — язык спецификаций для описания интерфейсов, синтаксически похожий на описание классов в языке C++.

## Реализации
- AIDL: Реализация IDL на Java для Android, поддерживающая локальные и удаленные вызовы процедур. Может быть доступна из нативных приложений посредством JNI.
- CORBA IDL — язык описания интерфейсов распределённых объектов, разработанный рабочей группой OMG. Создан в рамках обобщённой архитектуры CORBA.
- IDL DCE, язык описания интерфейсов спецификации межплатформенного взаимодействия служб, которую разработал консорциум Open Software Foundation (теперь The Open Group)[1]
- MIDL (Microsoft Interface Definition Language) — язык описания интерфейсов для платформы Win32 определяет интерфейс между клиентом и сервером. Предложенная Microsoft технология использует реестр Windows и используется для создания файлов и файлов конфигурации приложений (ACF), необходимых для дистанционного вызова процедуры интерфейсов (RPC) и COM/DCOM-интерфейсов.[2]
- COM IDL — язык описания интерфейсов между модулями COM. Является преемником языка IDL в технологии DCE (с англ. — «среда распределённых вычислений») — спецификации межплатформенного взаимодействия служб, которую разработал консорциум Open Software Foundation (теперь The Open Group)[1]